# Sørvågen, Moskenes
Sørvågen és un poble de pesca de l'illa de Moskenesøya en l'arxipèlag de Lofoten. Està localitzat en el municipi de Moskenes al comtat de Nordland, a Noruega.

## Geografia
El poble d'Å es troba just al sud, i té moltes atraccions turístiques. L'extensió de 0.64 km² (160-acres) té una població (2013) de 465 habitants. La densitat de població és de 727 habitants per quilòmetre quadrat (1,880/sq mi). L'església de Moskenes està localitzada just al nord del poble, al llarg de la ruta europea E10.

## Turisme

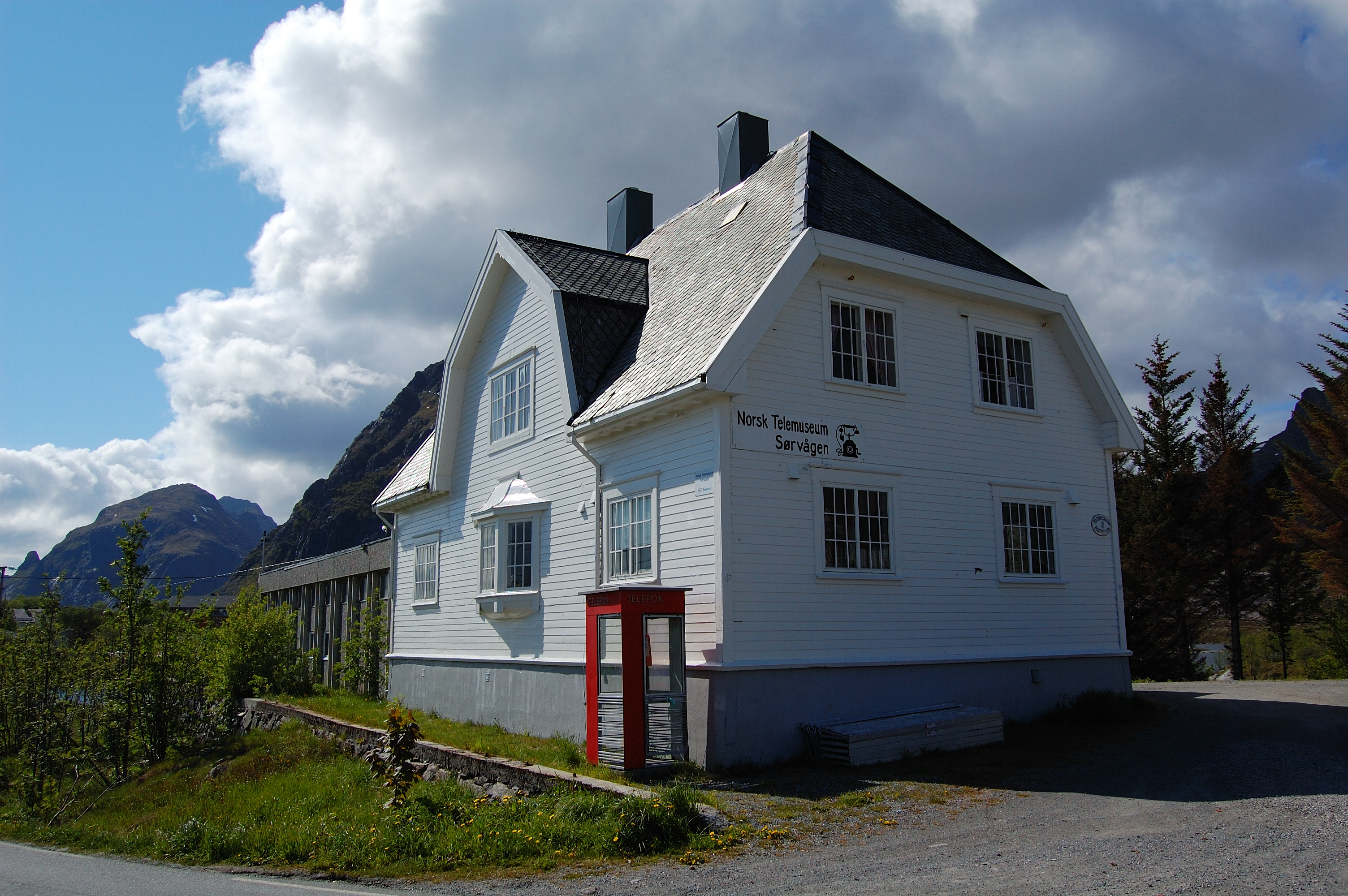
El Museu Noruec Telecom.

El poble té diverses atraccions escèniques i turístiques dins i al voltant del poble. Conté un departament local del Norsk Telemuseum (Museu Noruec Telecom) el qual reflecteix la història local de la telegrafia.
L'any 1861, l'illa va esdevenir part dels 170 quilòmetres (110 mi) de llarg de la línia de telègraf de Lofoten, amb una estació a Sørvågen (que va esdevenir el Museu Sørvågen l'any 1914), sent finalment connectada amb Europa l'any 1867.
L'any 1906, es va instal·lar un sistema de telègraf sense fil a Sørvågen -el segon a Europa després d'Itàlia—connectant Sørvågen amb Røst.